# Ящірка лучна
Я́щірка лучна́ (Darevskia praticola) — представник роду скельних ящірок родини ящіркові. Має 2 підвиди.

## Опис
Загальна довжина коливається від 12 до 15 см. Зверху шкіра коричневого, бурого, червоно—зеленувато—жовтого забарвлення з темною смугою удовж хребта. Голова не стиснута. Міжщелепний щиток не торкається ніздрів. Попереду підочного щитка є 3—4 верхньогубних. Між надочноямковим й верхньовійними щитками розташовані від 1 до 12 зерняток, які утворюють повний або редукований рядок. Центральноскроневий щиток добре виражений. Горлова складка розвинена. По середній лінії горла проходять 12—23 лусочки. Зазубрений комір складається з 6—12 щитків. Спинна луска гладенька або зі невеликими реберцями у задній частині тулуба. Великий анальний щиток напівоточений більш-менш однаковими дрібними преанальними. Стегнові пори у кількості 8—14 штук помітно не доходять до колінного згину.

## Спосіб життя
Полюбляє лісові зони, листяні ліси, галявини, чагарники. Часто ховаються у норах гризунів, під корою на пнях, у норах лугових цвіркунів. Харчується дрібними жуками, цикадами, мурахами, двокрилими, дощовими хробаками (Lumbricus), равликами та багатоніжками. Зустрічається до висоти 200 м над рівнем моря. 
Це яйцекладні ящірки. Самиця відкладає 4—6 яєць наприкінці червня—на початку липня. Молоді ящірки з'являються наприкінці серпня. 

## Поширення
Мешкає на Кавказі (Вірменія, Азербайджан, Грузія), у Західному Ірані, Туреччині, Угорщині, Болгарії, Сербії, Румунії, Російських регіонах — Краснодарському й Ставропольському краях, Кабардино-Балкарії, Північній Осетії, Чечні, Інгушетії та Дагестані. 

## Охорона
Стан ряду природних популяцій виду в межах ареалу залишається нестабільним, за що  він, згідно з Червоним списку МСОП, отримав охоронний статус «вид, близький до стану загрози зникнення». Тому скельна ящірка лучна занесена до Додатку ІІІ Бернської конвенції (охоронна категорія: вид потребує охорони).
Ящірка лучна як елемент біорізноманіття охороняється на кількох природоохоронних територіях Європи та Закавказзя. Захист середовища існування особливо необхідний для ізольованих популяцій. Потрібні додаткова інформація щодо поширення та статусу збереження виду в Центральній Європі, а також дослідження для підтвердження взаємозв'язків між популяціями в західній та східній частинах ареалу.<ref name="iucnredlist">

## Підвиди
- Darevskia praticola pontica — поширений у Європі та на Чорноморському узбережжі Кавказу;
- Darevskia praticola praticola — мешкає на Кавказі